# Madonna della Scala (Michelangelo)
La Madonna della Scala è un Stiacciato marmoreo (56,7x40,1 cm) di Michelangelo Buonarroti, databile al 1491 circa e conservata a Casa Buonarroti a Firenze.

## Storia
L'opera è menzionata per la prima volta nell'edizione del 1568 delle Vite di Giorgio Vasari, come in casa di Lionardo Buonarroti, nipote di Michelangelo, il quale la donò poi nel 1566 a Cosimo I de' Medici. Nel 1616 i Granduchi la restituirono alla famiglia, restando da allora nel loro palazzo familiare in via Ghibellina, che oggi ospita il museo di Casa Buonarroti.
Superate ormai le ipotesi che collocavano la lastra a non prima del 1495, l'opera è oggi considerata come il primo lavoro pervenutoci di Michelangelo, databile al 1491 circa.

## Descrizione e stile
L'opera è un evidente omaggio allo stiacciato di Donatello, come annotò anche Vasari, sia nella tecnica che gradua i piani con variazioni millimetriche di spessore, sia nell'iconografia, a partire proprio dal motivo della scala con gradini pronunciati e corrimano in scorcio, visibile ad esempio nel Banchetto di Erode a Lilla, che sfondano spazialmente aprendo una via di fuga prospettica. Molto probabilmente fu Bertoldo di Giovanni, allievo di Donatello, ad insegnare a Michelangelo la tecnica dello stiacciato, nella prima Accademia d'arte, voluta da Lorenzo il Magnifico e frequentata da futuri grandi artisti come Jacopo Sansovino, Giovanni Francesco Rustici o Leonardo da Vinci.
La figura della Madonna, seduta sopra un masso squadrato e vista di profilo mentre guarda lontano, occupa tutta l'altezza del rilievo, da un margine all'altro, con una severità e una monumentalità che ricorda le steli classiche. Molto originale è la composizione del gruppo sacro, al tempo stesso bloccato e dinamico, con la Vergine col busto eretto e lo sguardo fisso lontano, in attitudine profetica, mentre solleva un lembo della veste per allattare o proteggere il figlio assopito, e genera un movimento a spirale grazie alla disposizione a contrapposto degli arti: Gesù ha infatti un braccio lasciato andare dietro la schiena e Maria arriva ad intrecciare i piedi, mostrando la pianta del destro e rompendo la staticità del piano liscio del bassorilievo. La mano destra del Bambino girata in fuori venne in seguito usata più di una volta dall'artista per simboleggiare l'abbandono del corpo nel sonno o nella morte, come nel Ritratto di Lorenzo de' Medici duca di Urbino o nella Pietà Bandini e si rifà all'Ercole Farnese (poiché per Michelangelo l'uomo è visto come Ercole).

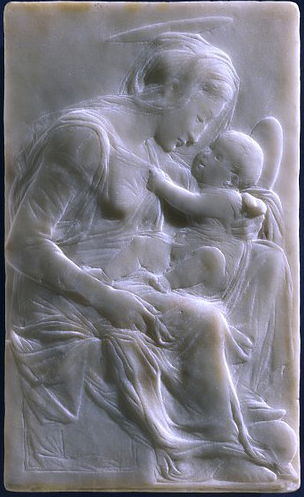
Donatello, Madonna col Bambino o Madonna Dudley (1440 circa; Londra, V&A Museum).

Pronunciata è la muscolatura del Bambino e la presa di Maria, soprattutto con le grandi mani che, grazie al trattamento differenziato delle superfici, fanno apparire vigoroso un gesto semplice e quotidiano. Virtuoso è infine il ricadere del panneggio, soprattutto sul sedile cubico, del quale segue la forma con grande realismo: invenzione ripresa da Donatello nella Madonna Dudley.
A sinistra, sulla scala che dà il nome al rilievo, si vedono due putti appena sbozzati in atteggiamento di danza o di lotta e un altro che, sporgendosi sul corrimano, tende, insieme a una quarta figura posta dietro la Vergine, un drappo.

## Significato del nome
Nel dodicesimo secolo al monastero di S. Maria della Valle, situato in località Colli di S. Rizzo nei pressi di Messina, fu donata dai marinai di una nave un’immagine in mosaico della Vergine con la mano destra posta sul cuore e la sinistra indicante una scala alla sua sinistra, immagine dal significato intuitivo e cioè che i devoti fedeli della Madonna per mezzo della sua intercessione, come per una scala, saliranno in Cielo; da allora il monastero cominciò a cambiare il suo nome appunto in S. Maria de Scalis e da allora altri monasteri e chiese furono in Italia dedicate a quella Madonna. Il Buonarroti volle porre l’accento su questo significato popolando la scala di amorini (Placido Samperi, Iconologia della gloriosa Vergine Madre di Dio Maria, Protettrice di Messina etc. pp. 314–330. Messina, 1644). Questa raffigurazione della Madonna si ispira certamente all'opera Klimax tou Paradeisou (Scala del Paradiso) di S. Giovanni Climaco.